# Gerhard von Minden

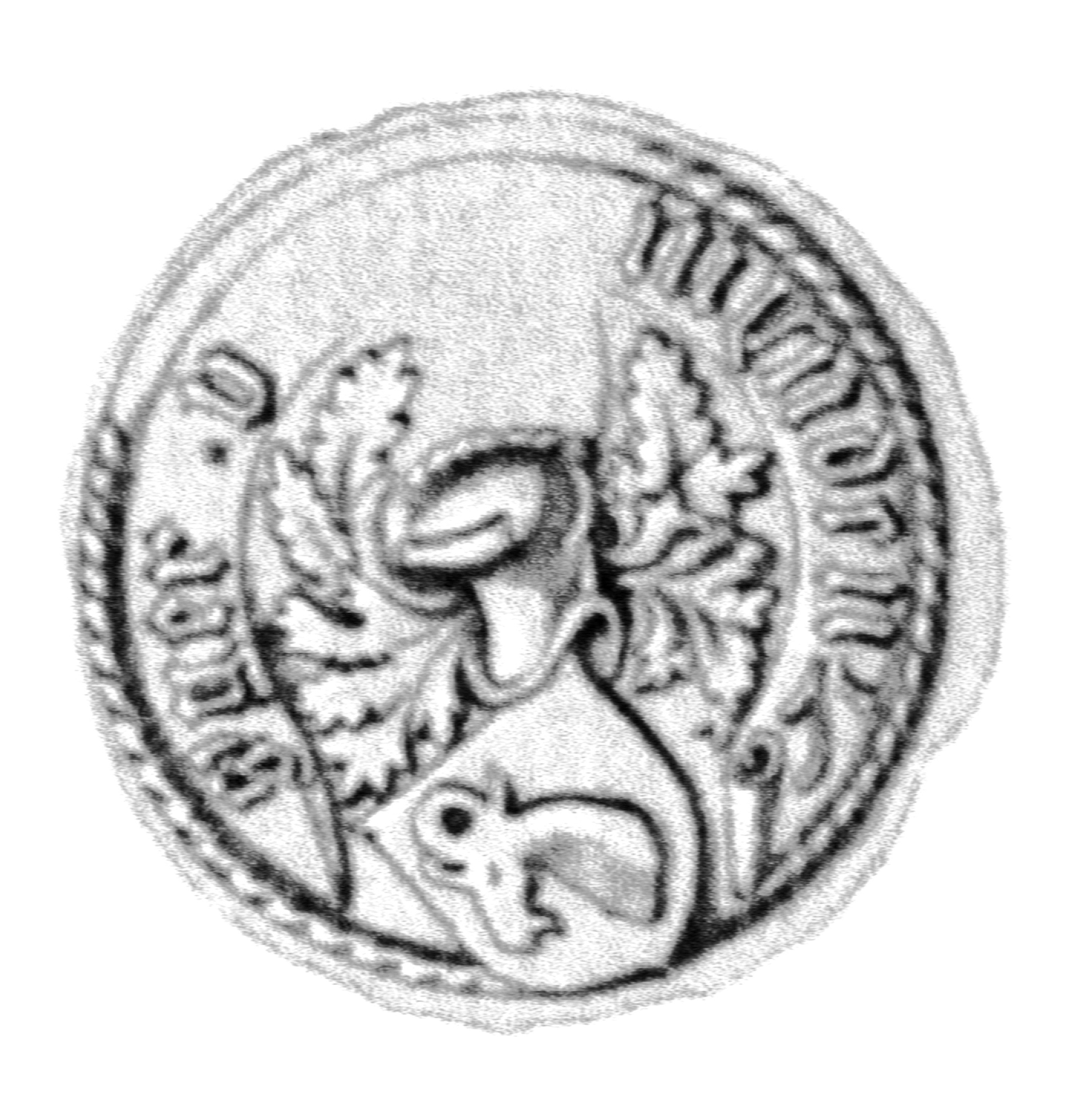
Siegel des Gerhard von Minden

Gerhard von Minden (* in Lübeck; † 1466 ebenda) war ein Bürgermeister der Hansestadt Lübeck.

## Leben
Gerhard von Minden war der Sohn des Lübecker Kaufmanns Tidemann von Minden und wurde 1433 Ratsherr der Stadt Lübeck. 1443 gehörte er einer Gesandtschaft unter Führung des Bürgermeisters Johann Lüneburg zum Hansetag in Lüneburg an, auf dem beschlossen wurde, niemandem, der eine Hansestadt angreife, Unterstützung zu gewähren. 1445 vermittelte er als Schiedsrichter zwischen Herzog Bogislaw IX. von Pommern und der Stadt Stettin. 1449 war er als Gesandter bei König Christian I. von Dänemark. 1450 verhandelte er zusammen mit dem Ratsherrn Bertold Witig mit dem Rat der Stadt Lüneburg über die Zahlung von Renten, die von Lüneburger Seite Gläubigern aus Lübeck nicht ausbezahlt wurden. 1451 verhandelte er in Utrecht mit England und über den Stapel von Brügge. 1454 wurde er im Lübecker Rat zu einem der Bürgermeister bestimmt. 1457 leitete er die Rückkehr der deutschen Kaufleute von Utrecht in das Hansekontor in Brügge. 1459 vertrat er die Stadt bei den Friedensverhandlungen zwischen Dänemark und Polen in Lübeck. In Testamenten Lübecker Bürger wird er sehr häufig als Urkundszeuge und als Vormund aufgeführt.
Gerhard von Minden heiratete eine Tochter des Lübecker Ratsherrn Ditmar von Thünen und war seit 1447 Mitglied der Zirkelgesellschaft.